# Rzeczki (Stary Rzechów)
Rzeczki – przysiółek wsi Stary Rzechów w Polsce, położony w województwie mazowieckim, w powiecie lipskim, w gminie Rzeczniów.
W latach 1975–1998 przysiółek administracyjnie należał do województwa kieleckiego.
Wierni Kościoła rzymskokatolickiego należą do parafii św. Mikołaja w Grabowcu.